# جشنواره فیلم کن ۱۹۸۲
سی و پنجمین دوره جشنواره فیلم کن بین روز های ۱۴ تا ۲۶ می برگزار شد. برای اولین بار دو فیلم از کشور های یونان و ترکیه برنده نخل طلا شدند. جک لمون نیز برای دومین بار برنده بهترین بازیگر نقش اول مرد شد.

## هیئت داوران
- جورجو استلر (رئیس هیئت دواران)
- ژان-ژاک آنو
- سوزو چکی دامیکو
- جرالدین چاپلین
- گابریل گارسیا مارکز
- فلوریان هاف
- سیدنی لومت

## مسابقه
فیلم‌های زیر برای بخش مسابقه انتخاب شده‌اند:
- À toute allure - رابرت کریمر
- Britannia Hospital - لیندسی اندرسن
- Cecilia - اومبرتو سولاس
- فیتزکارالدو - ورنر هرتسوک
- Hammett - ویم وندرس
- شناسایی یک زن - میکل‌آنجلو آنتونیونی
- Invitation au voyage - پیتر دل مونته
- شب سن لورنزو - برادران تاویانی
- آن شب در وارن - اتوره اسکولا
- گم‌شده - کوستا گاوراس
- شب‌کاری - یرژی اسکولیموفسکی
- شور (فیلم ۱۹۸۲) - ژان-لوک گدار
- The Return of the Soldier - الن بریجز
- فرار شبانه از خانه - آلن پارکر
- Smithereens - سوزان سایدلمن
- Tag der Idioten - ورنر شروتر
- طوفان شن (فیلم ۱۹۸۲) - محمد الاخضر حمینه
- جاده (فیلم ۱۹۸۲) - شریف گورن and ییلماز گونی

## برندگان
- نخل طلا:

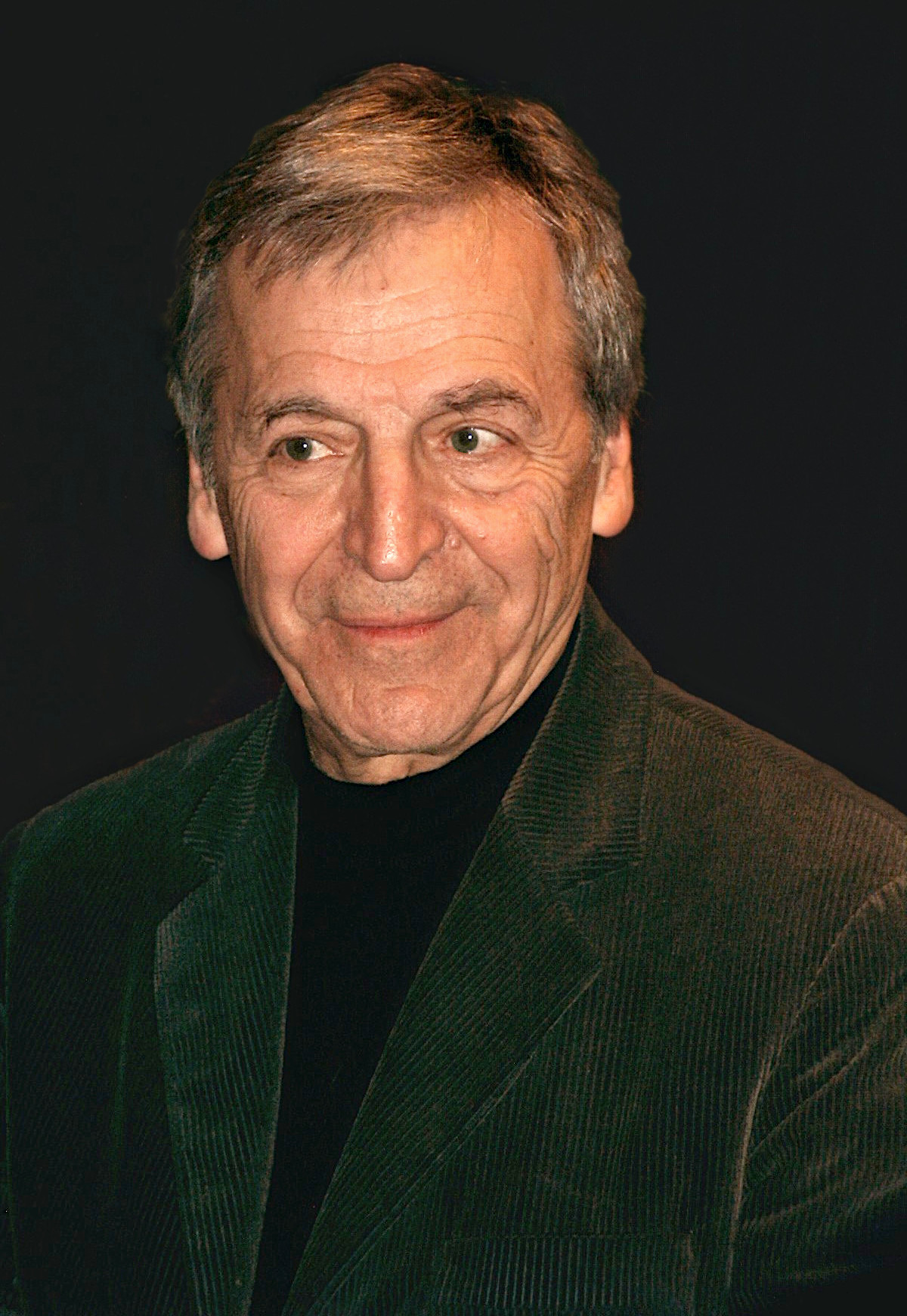
کوستا گاوراس، برنده نخل طلا

  - گم‌شده (فیلم ۱۹۸۲) - کوستا گاوراس
  - جاده (فیلم ۱۹۸۲) - شریف گورن و ییلماز گونی
- جایزه بزرگ (جشنواره فیلم کن): شب سن لورنزو - برادران تاویانی
- جایزه بهترین بازیگر مرد جشنواره فیلم کن: جک لمون برای گم‌شده (فیلم ۱۹۸۲)
- جایزه بهترین بازیگر زن جشنواره فیلم کن: یادویگا یانکوفسکا-چشلاک برای Egymásra nézve
- جایزه بهترین کارگردان جشنواره فیلم کن: ورنر هرتسوک برای فیتزکارالدو
- جایزه بهترین فیلم‌نامه جشنواره فیلم کن: یرژی اسکولیموفسکی برای شب‌کاری